# Den tynde røde linje (1854)
 For alternative betydninger, se Den tynde røde linje. (Se også artikler, som begynder med Den tynde røde linje)
Den tynde røde linje (en:The Thin Red Line) er et berømt sammenstød mellem 93. Sutherland Highlanders fra den britiske hær, og russisk kavaleri, under slaget ved Balaklava under Krimkrigen.
93. Sutherland Highlanders og to andre Highland regimenter stoppede et stormangreb fra russisk kavaleri, der truede den britiske forsyningsbase ved havnen Balaklava. Den britiske styrke var under kommando af Sir Colin Campbell.
Den russiske styrke på 2,500 kavalerister angreb ad vejen mod Balaklava. Det var tidlig morgen, og den eneste styrke der var imellem russerne og den sårbare britiske forsyningsbase var 93. regiment.
Da russerne nærmede sig, formerede Campbell 93. regiment i en langstrakt linje af infanterister, der kun var to mand dyb. Doktrinen dikterede ellers at linjen skulle være fire mand dyb.
Campbell fik regimentet til at vente til fjenden var meget tæt på før første linje affyrede deres rifler, og anden linje afskød først deres rifler da russerne blot var 50 meter væk. Den sidste salve brød det russiske angreb.
Det var korrespondenten for The Times, der i sin artikel skrev at han intet kunne se imellem den fremstormende russiske styrke, og "den tynde røde streg, med en linje af stål." Det blev populært forkortet til Den tynde røde linje. Udtrykket blev et symbol på britisk selvkontrol i kamp.
Forfatteren James Jones brugte udtrykket som titel på sin roman The Thin Red Line, der handler om amerikanske soldaters kamp i Guadalcanal under 2. verdenskrig. Bogen blev senere filmatiseret to gange, senest af Terrence Malick i 1998 (se: Den tynde røde linje (film fra 1998)).
44°31′23″N 33°35′55″Ø / 44.523002°N 33.598614°Ø